# Drap
Drap település Franciaországban, Alpes-Maritimes megyében. Lakosainak száma 5300 fő (2022. január 1.). Drap Blausasc, Cantaron, Peillon és La Trinité községekkel határos.

## Népesség
A település népességének változása:
| Lakosok száma | 1551 | 3042 | 4267 | 4453 | 4317 | 4444 | 4546 | 5117 | 5176 | 5300 |
|               | 1968 | 1982 | 1990 | 2006 | 2013 | 2015 | 2017 | 2019 | 2020 | 2022 |